# Mortes em abril de 2020
Mortes em 2020: ← Janeiro – Fevereiro – Março – Abril – Maio – Junho – Julho – Agosto – Setembro – Outubro – Novembro – Dezembro →
Esta é uma relação de pessoas notáveis que morreram durante o mês de abril de 2020, listando nome, nacionalidade, ocupação e ano de nascimento.

Luiz Flávio Gomes, jurista e político brasileiro.

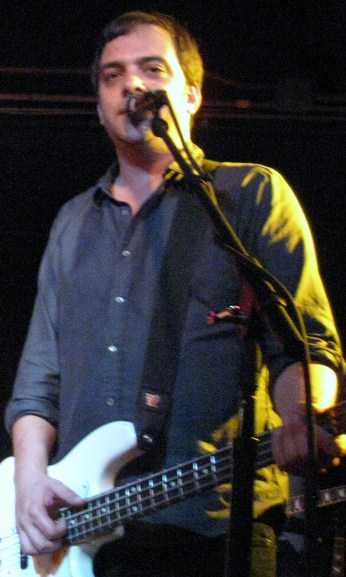
Adam Schlesinger, músico estadunidense.

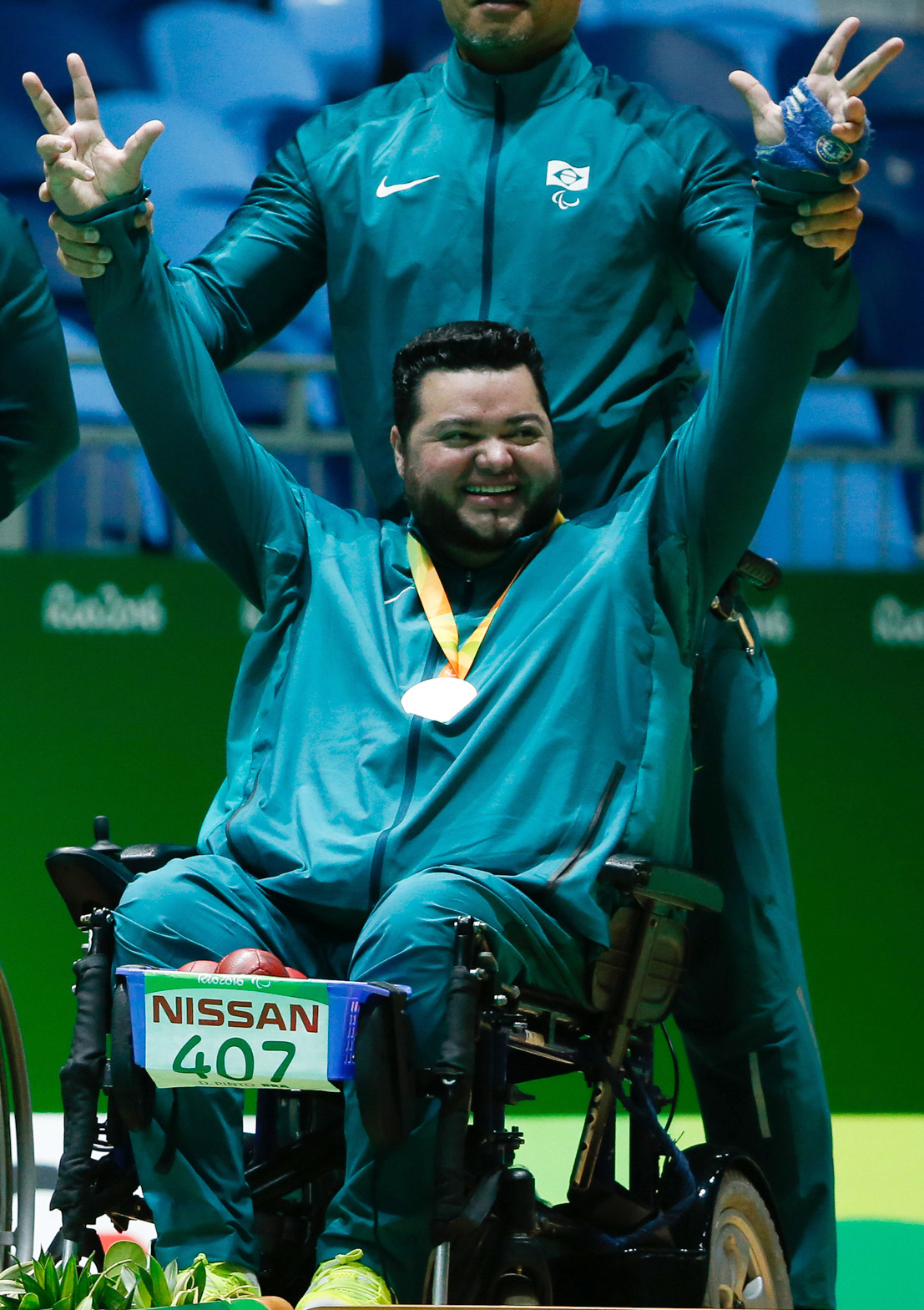
Dirceu Pinto, jogador brasileiro de bocha paralímpico.

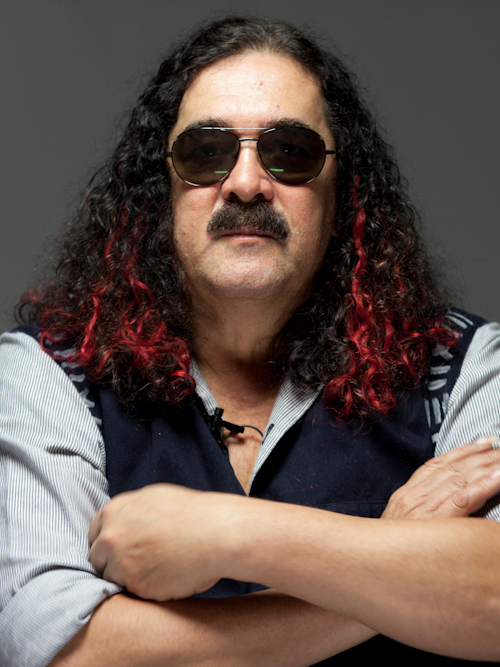
Moraes Moreira, cantor e compositor brasileiro.

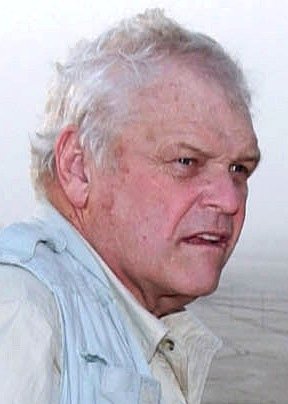
Brian Dennehy, ator estadunidense.

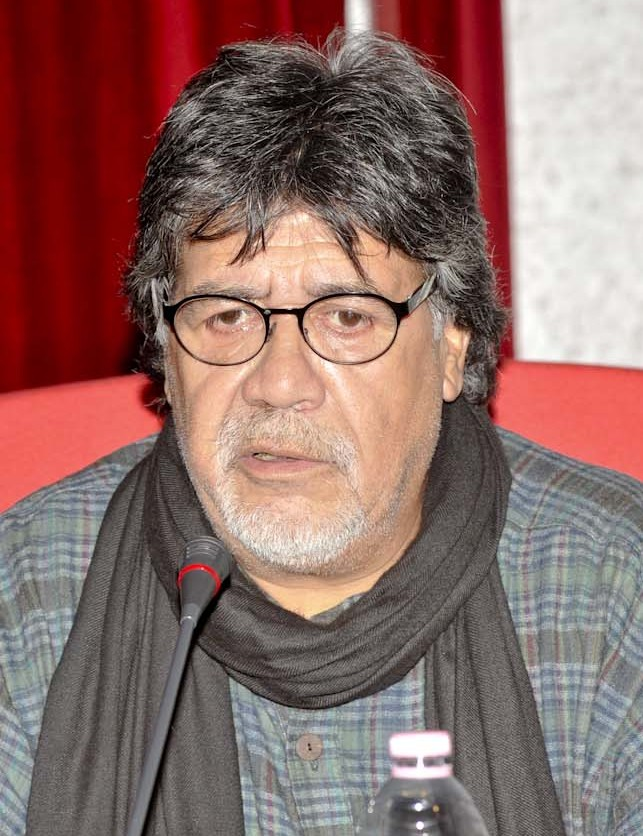
Luis Sepúlveda, escritor chileno.

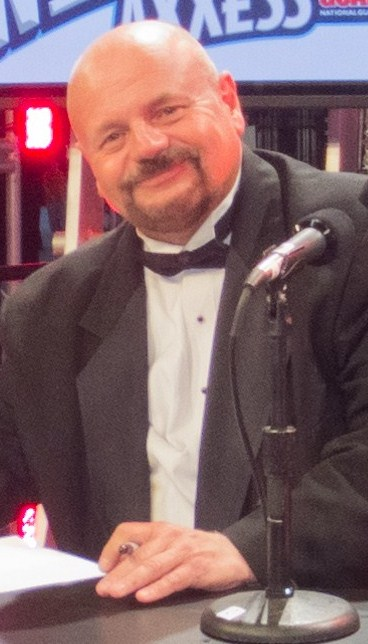
Howard Finkel, locutor de luta-livre americano.

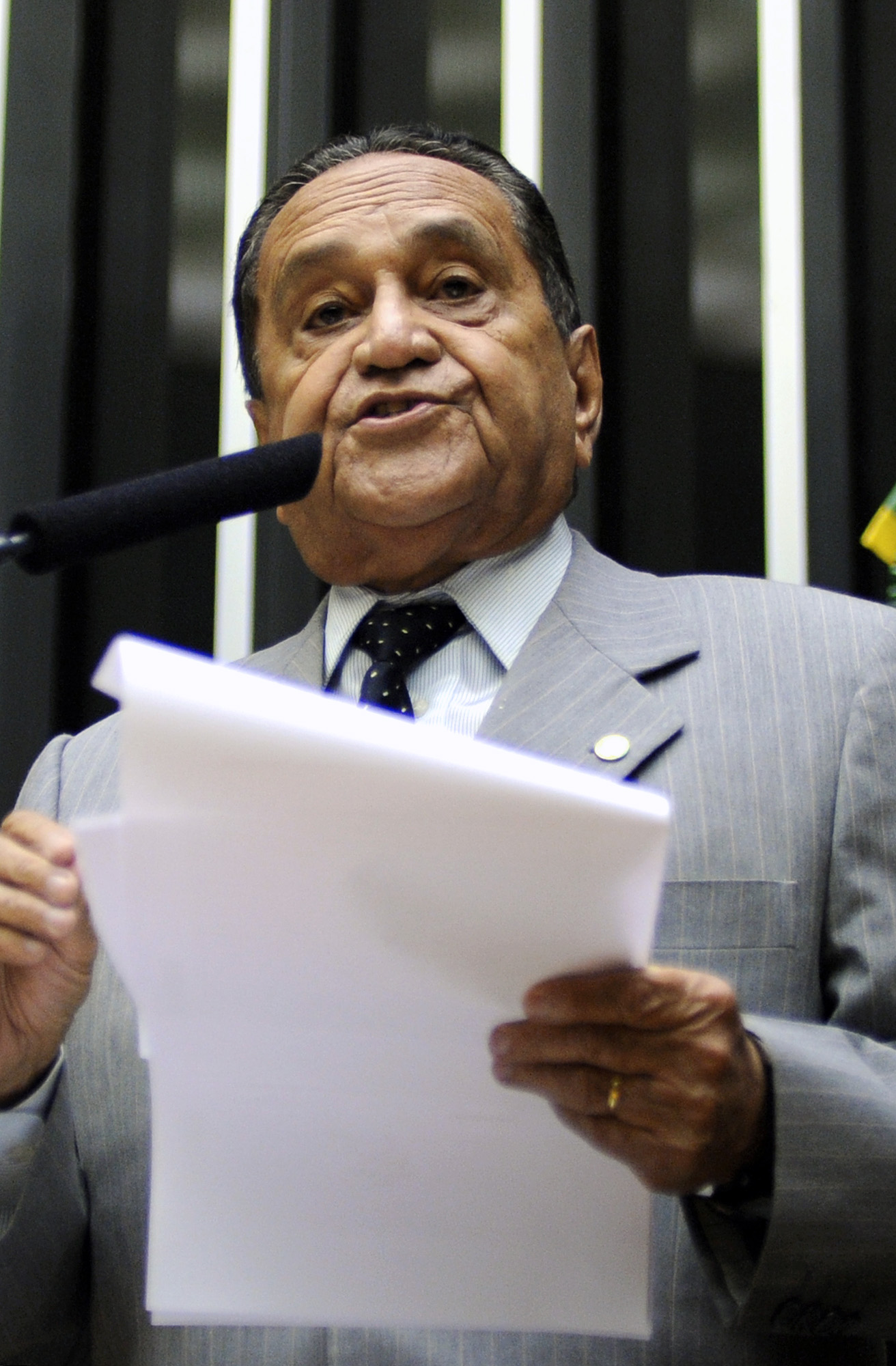
Gerson Peres, advogado e político brasileiro

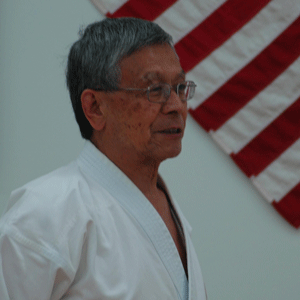
Teruyuki Okazaki, carateca japonês.

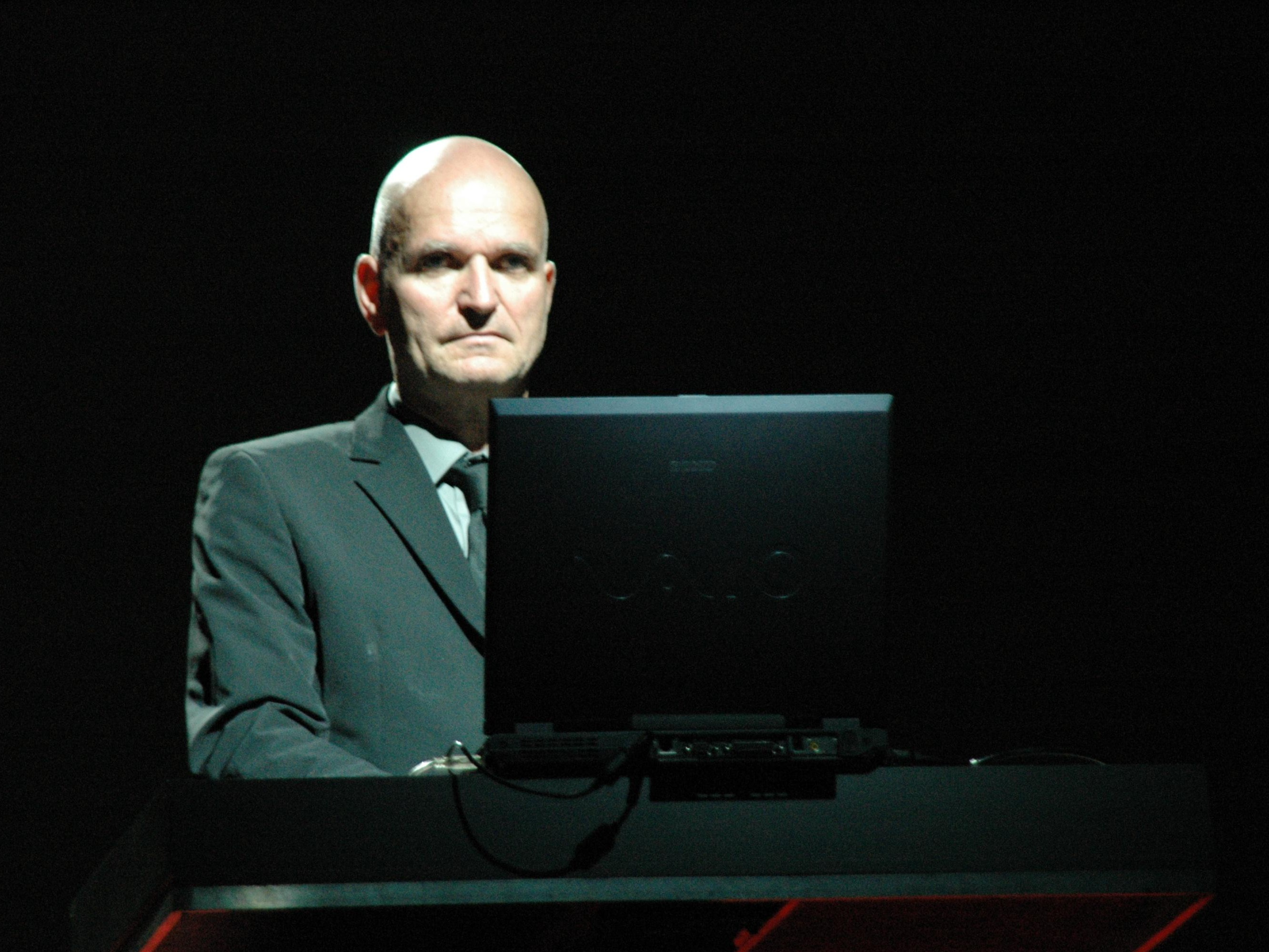
Florian Schneider, músico alemão.

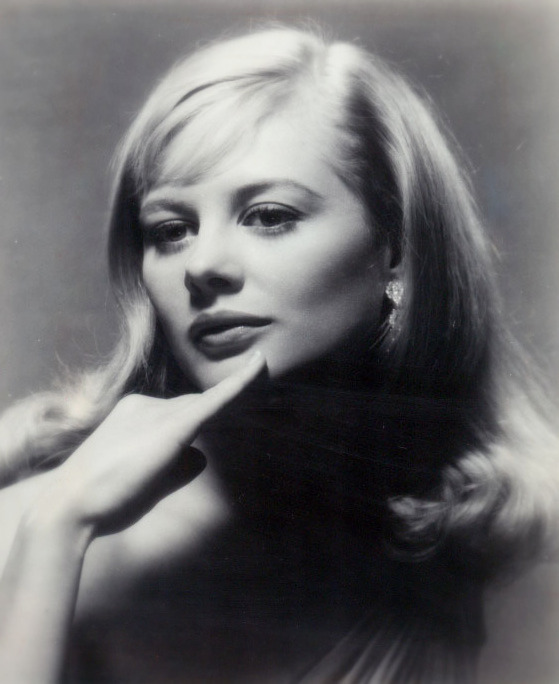
Shirley Knight, atriz estadunidense.

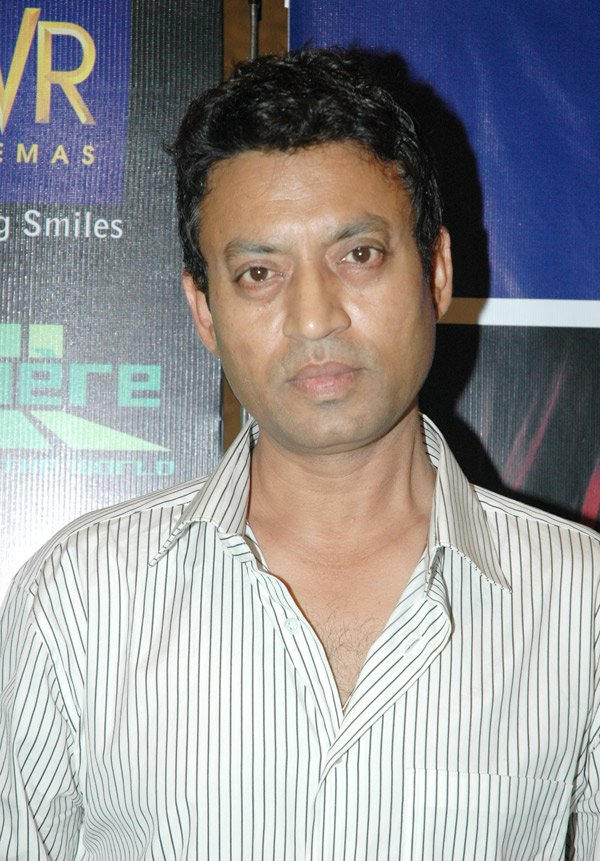
Irrfan Khan, ator indiano.

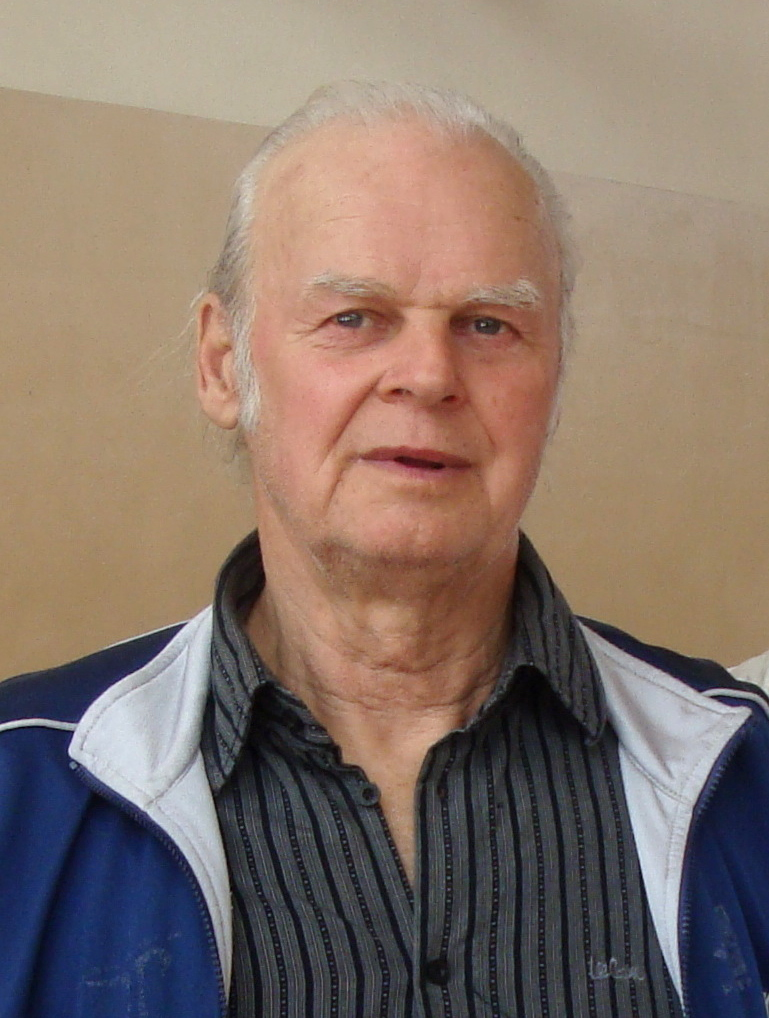
Jānis Lūsis, atleta letão.

| Dia | Nome                          | Profissão ou motivo de reconhecimento        | Nacionalidade               | Nasc.        | Ref             |
| --- | ----------------------------- | -------------------------------------------- | --------------------------- | ------------ | --------------- |
| 1   | Luiz Flávio Gomes             | Político, jurista e professor                | Brasil                      | 1957         | [ 1 ]           |
| 1   | Nur Hassan Hussein            | Político                                     | Somália                     | 1937         | [ 2 ]           |
| 1   | Branislav Blažić              | Cirurgião e político                         | Sérvia                      | 1957         | [ 3 ]           |
| 1   | Dirceu Pinto                  | Jogador de bocha paralímpico                 | Brasil                      | 1980         | [ 4 ]           |
| 1   | Adam Schlesinger              | Músico                                       | Estados Unidos              | 1967         | [ 5 ]           |
| 1   | Bucky Pizzarelli              | Guitarrista                                  | Estados Unidos              | 1926         | [ 6 ]           |
| 1   | Mario Chaldú                  | Futebolista                                  | Argentina                   | 1942         | [ 7 ]           |
| 1   | Ellis Marsalis Jr.            | Pianista                                     | Estados Unidos              | 1934         | [ 8 ]           |
| 1   | David Driskell                | Artista                                      | Estados Unidos              | 1931         | [ 9 ]           |
| 2   | Shamshur Rahaman Sherif       | Político                                     | Bangladesh                  | 1940         | [ 10 ]          |
| 2   | João Marcos Coelho da Silva   | Futebolista                                  | Brasil                      | 1953         | [ 11 ]          |
| 2   | Goyo Benito                   | Futebolista                                  | Espanha                     | 1946         | [ 12 ]          |
| 2   | Bernardita Catalla            | Diplomata                                    | Filipinas                   | 1958         | [ 13 ]          |
| 2   | Juan Giménez                  | Ilustrador                                   | Argentina                   | 1943         | [ 14 ]          |
| 2   | Arnold Sowinski               | Futebolista                                  | França                      | 1931         | [ 15 ]          |
| 2   | Eddie Large                   | Comediante e ator                            | Reino Unido                 | 1941         | [ 16 ]          |
| 2   | William Frankland             | Imunologista                                 | Reino Unido                 | 1912         | [ 17 ]          |
| 2   | Sergio Rossi                  | Empresário e designer                        | Itália                      | 1935         | [ 18 ]          |
| 2   | Sérgio Paes de Mello          | Futebolista                                  | Brasil                      | 1944         | [ 19 ]          |
| 2   | Rodrigo Pesántez Rodas        | Escritor e poeta                             | Equador                     | 1937         | [ 20 ]          |
| 2   | Logan Williams                | Ator                                         | Canadá                      | 2003         | [ 21 ]          |
| 3   | Tim Robinson                  | Escritor e cartógrafo                        | Reino Unido                 | 1935         | [ 22 ]          |
| 3   | Yusuf Kenan Sönmez            | Político                                     | Turquia                     | 1948         | [ 23 ]          |
| 3   | Wilson Cano                   | Economista e professor                       | Brasil                      | 1937         | [ 24 ]          |
| 4   | Luis Eduardo Aute             | Cantor e compositor                          | Espanha                     | 1943         | [ 25 ]          |
| 4   | Florindo Corral               | Empresário                                   | Brasil                      | 1949         | [ 26 ]          |
| 4   | Tom Dempsey                   | Jogador de futebol americano                 | Estados Unidos              | 1947         | [ 27 ]          |
| 4   | Alexander Thynn               | Político, artista e autor                    | Reino Unido                 | 1932         | [ 28 ]          |
| 4   | Jay Benedict                  | Ator                                         | Estados Unidos              | 1951         | [ 29 ]          |
| 4   | Kenneth Farnum                | Ciclista                                     | Jamaica                     | 1931         | [ 30 ]          |
| 4   | Harland Svare                 | Jogador de futebol americano                 | Estados Unidos              | 1930         | [ 31 ]          |
| 5   | Pentti Linkola                | Ecologista, ornitólogo e escritor            | Finlândia                   | 1932         | [ 32 ]          |
| 5   | Mahmoud Jibril                | Político                                     | Líbia                       | 1952         | [ 33 ]          |
| 5   | Shirley Douglas               | Atriz                                        | Canadá                      | 1934         | [ 34 ]          |
| 5   | Honor Blackman                | Atriz                                        | Reino Unido                 | 1925         | [ 35 ]          |
| 5   | Margaret Burbidge             | Astrofísica                                  | Reino Unido/ Estados Unidos | 1919         | [ 36 ]          |
| 5   | Lee Fierro                    | Atriz                                        | Estados Unidos              | 1929         | [ 37 ]          |
| 6   | Ângelo Machado                | Médico, entomólogo, ambientalista e escritor | Brasil                      | 1934         | [ 38 ]          |
| 6   | Radomir Antić                 | Futebolista e treinador                      | Sérvia                      | 1948         | [ 39 ]          |
| 6   | Al Kaline                     | Beisebolista                                 | Estados Unidos              | 1934         | [ 40 ]          |
| 6   | Tim White                     | Ilustrador                                   | Reino Unido                 | 1952         | [ 41 ]          |
| 6   | Claude Barthélemy             | Futebolista                                  | Haiti                       | 1945         | [ 42 ]          |
| 7   | Myriam Nogueira Portela Nunes | Advogada e política                          | Brasil                      | 1932         | [ 43 ]          |
| 7   | Allen Garfield                | Ator                                         | Estados Unidos              | 1939         | [ 44 ]          |
| 7   | Donato Sabia                  | Atleta                                       | Itália                      | 1963         | [ 45 ]          |
| 7   | Hal Willner                   | Produtor musical                             | Estados Unidos              | 1956         | [ 46 ]          |
| 7   | Roger Chappot                 | Jogador olímpico de hóquei no gelo           | Suíça                       | 1940         | [ 47 ]          |
| 7   | Henry Graff                   | Historiador                                  | Estados Unidos              | 1921         | [ 48 ]          |
| 7   | Jan Křen                      | Historiador                                  | Chéquia                     | 1930         | [ 49 ]          |
| 7   | Ghyslain Tremblay             | Ator e comediante                            | Canadá                      | 1951         | [ 50 ]          |
| 8   | Richard Brodsky               | Político e advogado                          | Estados Unidos              | 1946         | [ 51 ]          |
| 8   | Norman I. Platnick            | Aracnólogo                                   | Estados Unidos              | 1951         | [ 52 ]          |
| 9   | Mort Drucker                  | Quadrinista                                  | Estados Unidos              | 1929         | [ 53 ]          |
| 9   | Dmitri Smirnov                | Compositor                                   | Rússia/ Reino Unido         | 1948         | [ 54 ]          |
| 9   | Reggie Bagala                 | Político e empresário                        | Estados Unidos              | 1965         | [ 55 ]          |
| 9   | Iram de Almeida Saraiva       | Político e advogado                          | Brasil                      | 1944         | [ 56 ]          |
| 9   | Randau Marques                | Jornalista                                   | Brasil                      | 1949         | [ 57 ]          |
| 9   | Luís Noronha da Costa         | Pintor e artista plástico                    | Portugal                    | 1942         | [ 58 ]          |
| 9   | Marc Engels                   | Engenheiro de som                            | Bélgica                     | c. 1965/1966 | [ 59 ]          |
| 9   | Phyllis Lyon                  | Ativista e jornalista                        | Estados Unidos              | 1925         | [ 60 ]          |
| 10  | Enrique Múgica                | Político                                     | Espanha                     | 1932         | [ 61 ]          |
| 10  | Jacob Plange-Rhule            | Médico, acadêmico e reitor                   | Gana                        | 1957         | [ 62 ]          |
| 11  | John Conway                   | Matemático                                   | Reino Unido                 | 1937         | [ 63 ]          |
| 11  | Edem Kodjo                    | Político                                     | Togo                        | 1938         | [ 64 ]          |
| 11  | Justus Dahinden               | Arquiteto                                    | Suíça                       | 1925         | [ 65 ]          |
| 11  | Wynn Handman                  | Professor e diretor de teatro                | Estados Unidos              | 1922         | [ 66 ]          |
| 12  | Stirling Moss                 | Automobilista                                | Reino Unido                 | 1929         | [ 67 ]          |
| 12  | Tantinho da Mangueira         | Cantor e compositor                          | Brasil                      | 1946         | [ 68 ]          |
| 12  | Peter Bonetti                 | Futebolista                                  | Reino Unido                 | 1941         | [ 69 ]          |
| 12  | Chung Won-shik                | Político e professor                         | Coreia do Sul               | 1928         | [ 70 ]          |
| 12  | Carlos Seco Serrano           | Historiador e professor                      | Espanha                     | 1923         | [ 71 ]          |
| 13  | Moraes Moreira                | Cantor, compositor e músico                  | Brasil                      | 1947         | [ 72 ]          |
| 13  | Baldiri Alavedra              | Futebolista                                  | Espanha                     | 1944         | [ 73 ]          |
| 13  | Dennis G. Peters              | Químico analítico                            | Estados Unidos              | 1937         | [ 74 ]          |
| 13  | Sarah Maldoror                | Cineasta                                     | França                      | 1929         | [ 75 ]          |
| 14  | Maria de Sousa                | Cientista e imunologista                     | Portugal                    | 1939         | [ 76 ]          |
| 14  | Markus Raetz                  | Escultor                                     | Suíça                       | 1941         | [ 77 ]          |
| 14  | Aldo Pagotto                  | Bispo                                        | Brasil                      | 1949         | [ 78 ]          |
| 14  | Akin Euba                     | Compositor, pianista e musicólogo            | Nigéria                     | 1935         | [ 79 ]          |
| 15  | Rubem Fonseca                 | Escritor                                     | Brasil                      | 1925         | [ 80 ]          |
| 15  | Lee Konitz                    | Saxofonista e compositor                     | Estados Unidos              | 1927         | [ 81 ]          |
| 15  | Brian Dennehy                 | Ator                                         | Estados Unidos              | 1938         | [ 82 ]          |
| 15  | Rubinho Barsotti              | Baterista e compositor                       | Brasil                      | 1932         | [ 83 ]          |
| 15  | Aldo Mongiano                 | Bispo                                        | Itália                      | 1919         | [ 84 ]          |
| 15  | John Houghton                 | Físico                                       | Reino Unido                 | 1931         | [ 85 ]          |
| 15  | Allen Daviau                  | Diretor de fotografia                        | Estados Unidos              | 1942         | [ 86 ]          |
| 16  | Luis Sepúlveda                | Escritor                                     | Chile                       | 1949         | [ 87 ]          |
| 16  | Danièle Hoffman-Rispal        | Política                                     | França                      | 1951         | [ 88 ]          |
| 16  | Howard Finkel                 | Locutor de wrestling                         | Estados Unidos              | 1950         | [ 89 ]          |
| 16  | Luiz Alfredo Garcia-Roza      | Escritor e psicanalista                      | Brasil                      | 1936         | [ 90 ]          |
| 16  | Christophe                    | Cantor, compositor e ator                    | França                      | 1945         | [ 91 ]          |
| 16  | Jane Dee Hull                 | Política                                     | Estados Unidos              | 1935         | [ 92 ]          |
| 16  | Gene Deitch                   | Ilustrador                                   | Estados Unidos              | 1924         | [ 93 ]          |
| 16  | Glider Ushñahua Huasanga      | Advogado e político                          | Peru                        | 1968         | [ 94 ]          |
| 17  | Norman Hunter                 | Futebolista e treinador                      | Reino Unido                 | 1943         | [ 95 ]          |
| 17  | Lukman Niode                  | Atleta                                       | Indonésia                   | 1963         | [ 96 ]          |
| 17  | Filipe Duarte                 | Ator                                         | Portugal                    | 1973         | [ 97 ]          |
| 17  | Carlos Contreras              | Futebolista                                  | Chile                       | 1938         | [ 98 ]          |
| 17  | Bennie Adkins                 | Militar                                      | Estados Unidos              | 1934         | [ 99 ]          |
| 18  | Paul O'Neill                  | Político                                     | Estados Unidos              | 1935         | [ 100 ]         |
| 18  | Lucien Szpiro                 | Matemático                                   | França                      | 1941         | [ 101 ]         |
| 18  | Bob Lazier                    | Automobilista                                | Estados Unidos              | 1938         | [ 102 ]         |
| 18  | Jacques Rosny                 | Ator                                         | França                      | 1939         | [ 103 ]         |
| 19  | Philippe Nahon                | Ator                                         | França                      | 1938         | [ 104 ]         |
| 19  | Margit Otto-Crepin            | Ginete                                       | França                      | 1945         | [ 105 ]         |
| 19  | Edmond Baraffe                | Futebolista                                  | França                      | 1942         | [ 106 ]         |
| 19  | Peter Hill Beard              | Fotógrafo, jornalista e escritor             | Estados Unidos              | 1938         | [ 107 ]         |
| 19  | Aluísio Francisco da Luz      | Futebolista                                  | Brasil                      | 1931         | [ 108 ]         |
| 19  | Sergio Onofre Jarpa           | Político                                     | Chile                       | 1921         | [ 109 ]         |
| 19  | Claude Lafortune              | Artista e apresentador de televisão          | Canadá                      | 1936         | [ 110 ]         |
| 20  | Amaury Fioravanti             | Político                                     | Brasil                      | 1931         | [ 111 ]         |
| 20  | João Mulato                   | Compositor e violeiro                        | Brasil                      | 1950         | [ 112 ] [ 113 ] |
| 21  | Laisenia Qarase               | Político e banqueiro                         | Fiji                        | 1941         | [ 114 ]         |
| 21  | Abdurrahim El-Keib            | Político                                     | Líbia                       | 1950         | [ 115 ]         |
| 21  | Gerson Peres                  | Advogado, professor e político               | Brasil                      | 1931         | [ 116 ]         |
| 21  | Antonio Tarantino             | Dramaturgo                                   | Itália                      | 1938         | [ 117 ]         |
| 21  | Fernando Pedreira             | Jornalista                                   | Brasil                      | 1926         | [ 118 ]         |
| 21  | Derek Jones                   | Músico                                       | Estados Unidos              | 1984         | [ 119 ]         |
| 21  | Teruyuki Okazaki              | Professor e carateca                         | Japão                       | 1931         | [ 120 ]         |
| 21  | Donald Kennedy                | Cientista                                    | Estados Unidos              | 1931         | [ 121 ]         |
| 21  | Florian Schneider             | Músico                                       | Alemanha                    | 1947         | [ 122 ]         |
| 21  | Belco Bah                     | Político                                     | Mali                        | 1958         | [ 123 ]         |
| 21  | Richard Akinjide              | Advogado                                     | Nigéria                     | 1930         | [ 124 ]         |
| 22  | Shirley Knight                | Atriz                                        | Estados Unidos              | 1936         | [ 125 ]         |
| 22  | Leonardo Mathias              | Diplomata                                    | Portugal                    | 1936         | [ 126 ]         |
| 22  | Hartwig Gauder                | Atleta                                       | Alemanha                    | 1954         | [ 127 ]         |
| 23  | James Beggs                   | Ex-administrador da NASA.                    | Estados Unidos              | 1926         | [ 128 ]         |
| 23  | João Mellão Neto              | Empresário, jornalista e político            | Brasil                      | 1955         | [ 129 ]         |
| 23  | Peter Gill                    | Golfista profissional                        | Reino Unido                 | 1930         | [ 130 ]         |
| 23  | Ernst Zägel                   | Futebolista                                  | Alemanha                    | 1936         | [ 131 ]         |
| 24  | João Claudino Fernandes       | Empresário                                   | Brasil                      | 1930         | [ 132 ]         |
| 25  | Ricardo Brennand              | Empresário                                   | Brasil                      | 1927         | [ 133 ]         |
| 25  | Henri Kichka                  | Sobrevivente do Holocausto                   | Bélgica                     | 1926         | [ 134 ]         |
| 25  | Ricardo Divila                | Projetista                                   | Brasil                      | 1945         | [ 135 ]         |
| 25  | Per Olov Enquist              | Escritor                                     | Suécia                      | 1934         | [ 136 ]         |
| 25  | Vasco Alves                   | Político                                     | Brasil                      | 1941         | [ 137 ]         |
| 26  | Giulietto Chiesa              | Jornalista e político                        | Itália                      | 1940         | [ 138 ]         |
| 26  | Tomás Balcázar                | Futebolista                                  | México                      | 1931         | [ 139 ]         |
| 26  | Aarón Hernán                  | Ator                                         | México                      | 1930         | [ 140 ]         |
| 27  | Robert Herbin                 | Futebolista e treinador                      | França                      | 1939         | [ 141 ]         |
| 27  | Asdrubal Bentes               | Político                                     | Brasil                      | 1939         | [ 142 ]         |
| 27  | Maryna Bazanova               | Handebolista                                 | Rússia                      | 1962         | [ 143 ]         |
| 27  | Altamiro Moyses Zimerfogel    | Ativista                                     | Brasil                      | 1939         | [ 144 ]         |
| 28  | Eddy Pieters Graafland        | Futebolista                                  | Países Baixos               | 1934         | [ 145 ]         |
| 28  | Robert May                    | Cientista                                    | Austrália                   | 1936         | [ 146 ]         |
| 28  | Jill Gascoine                 | Atriz                                        | Reino Unido                 | 1937         | [ 147 ]         |
| 28  | Henrique Brandão Cavalcanti   | Engenheiro, professor e político             | Brasil                      | 1929         | [ 148 ]         |
| 28  | David Boe                     | Organista e pedagogo                         | Estados Unidos              | 1936         | [ 149 ]         |
| 29  | Irrfan Khan                   | Ator                                         | Índia                       | 1967         | [ 150 ]         |
| 29  | Maj Sjöwall                   | Escritora                                    | Suécia                      | 1935         | [ 151 ]         |
| 29  | Jānis Lūsis                   | Atleta                                       | Letônia                     | 1939         | [ 152 ]         |
| 29  | Trevor Cherry                 | Futebolista                                  | Reino Unido                 | 1948         | [ 153 ]         |
| 29  | Germano Celant                | Historiador da arte                          | Itália                      | 1940         | [ 154 ]         |
| 29  | Gérson Victalino              | Basquetebolista                              | Brasil                      | 1959         | [ 155 ]         |
| 29  | Guido Münch                   | Astrônomo e astrofísico                      | México                      | 1921         | [ 156 ]         |
| 30  | Nirlando Beirão               | Jornalista e escritor                        | Brasil                      | 1948         | [ 157 ]         |
| 30  | Tony Allen                    | Músico                                       | Nigéria                     | 1940         | [ 158 ]         |
| 30  | Sam Lloyd                     | Ator                                         | Estados Unidos              | 1963         | [ 159 ]         |
| 30  | Óscar Chávez                  | Cantor, compositor e ator                    | México                      | 1935         | [ 160 ]         |
| 30  | João Modesto                  | Futebolista                                  | Brasil                      | 1939         | [ 161 ]         |